# Hizan
Hizan (ehemals Erzent; armenisch Խիզան) ist eine Kreisstadt und ein Landkreis in der türkischen Provinz Bitlis. Die Stadt beherbergt 36,3 % der Landkreisbevölkerung.

## Landkreis
Der Landkreis ist der südlichste Landkreis der Provinz und grenzt im Norden an den Kreis Tatvan und im Nordwesten an den zentralen Landkreis Bitlis (Merkez). Im Südwesten bilden der Kreis Şirvan und im Süden der Kreis Pervari, beide von der Provinz Siirt die Grenze. Im Osten grenzen die Kreise Gevaş und Bahçesaray (beide Provinz Van) an den Landkreis. Der Kreis besteht neben der Kreisstadt noch aus 75 Dörfern (Köy) mit durchschnittlich 283 Bewohnern. Von den Dörfern hat ein Drittel mehr Einwohner als der Durchschnitt. Die Skala der Einwohnerzahlen reicht von 1308 (Gayda) über 1096 Einwohner (Döküktaş) hinab bis auf 22.  Die Bevölkerungsdichte (32,7) liegt unter dem Provinzdurchschnitt (42,3 Einw. je km²).

## Geschichte
Hizan stand unter der Herrschaft der Umayyaden, Abbasiden, Seldschuken und der Ayyubiden. 1514 wurde Hizan osmanisch.
Hizan war im 19. Jahrhundert ein Dorf innerhalb des osmanischen Vilâyets Erzurum. 1910 war es Sitz eines armenisch-apostolischen Bischofs des Katholikats von Aghtamar mit 69 Kirchgemeinden, 64 Kirchen und 25.000 Gläubigen. 1913 wurde Hizan von den Russen besetzt, aber 1914 wieder verlassen.
Hizan wurde 1919 zu einem Landkreis innerhalb von Bitlis erklärt. 1936 kam der Landkreis zur Provinz Muş, doch wenig später fiel er wieder zurück an die Provinz Bitlis.